# Mikoláš Aleš
Mikoláš Aleš (n. 18 noiembrie 1852, Mirotice⁠(d), Boemia de Sud, Cehia – d. 10 iulie 1913, Vinohrady⁠(d), Regatul Boemiei, Austro-Ungaria) a fost un pictor, grafician și ilustrator ceh. Se estimează că Aleš ar fi realizat peste 5.000 de picturi; el a pictat aproape orice, de la reviste la cărți de joc și manuale. Picturile sale nu au fost mediatizate prea larg în afara Boemiei, dar multe dintre ele sunt încă disponibile, iar Mikoláš Aleš este considerat ca fiind unul dintre cei mai mari artiști din Republica Cehă.

## Biografie

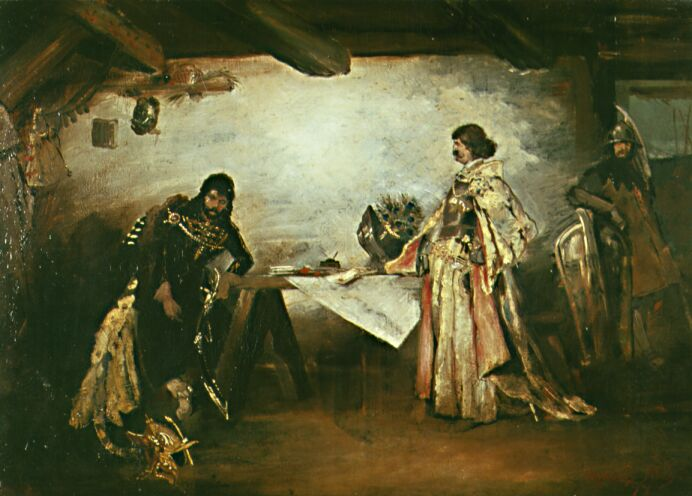
Întâlnirea lui George de Poděbrady cu Matia Corvin (1878), pictură realizată de Mikoláš Aleš

Aleš s-a născut în Mirotice, lângă Písek, într-o familie relativ bogată care se afla în datorii în acea perioadă. El a învățat istoria de la fratele său, František, până la moartea acestuia din urmă în 1865; a fost interesat de pictură de la o vârstă fragedă. Și‑a făcut studiile, în perioada 1869-1876, la Academia de Artă de la Praga (Akademie výtvarných umění v Praze). În 1879 s-a căsătorit cu Marina Kailová și s-a mutat în Italia, unde și-a continuat cariera de pictor. S-a mutat înapoi la Praga pentru a lucra la decorarea cu opere de artă a Teatrului Național din Praga, împreună cu alți pictori importanți ai vremii. 
Urmând exemplul mentorului său spiritual, pictorul Josef Mánes, s‑a străduit să contribuie la geneza unei școli naționale de pictură. Însuflețit de aspirațiile de libertate ale poporului ceh, susținute și de literatura Renașterii Naționale, el își alegea teme istorice de importanță națională, pe care le transpunea apoi în compoziții de dimensiuni monumentale (de ex. Întâlnirea lui George de Poděbrady cu Matei Corvin, 1878, Praga, Galeria Națională) marcate de un decorativism ce prevestește curentul Jugendstil. Printre lucrările sale importante sunt Triptic de mai, decorația Teatrului Național din Praga (lunete cu Epopeea slavă, Paravanul celor patru elemente), grafică de carte: Elemente (pieile roșii din America) și Sporliček (culegere de cântece populare). Aleš a murit la Praga, la vârsta de 60 de ani.

## Moștenire

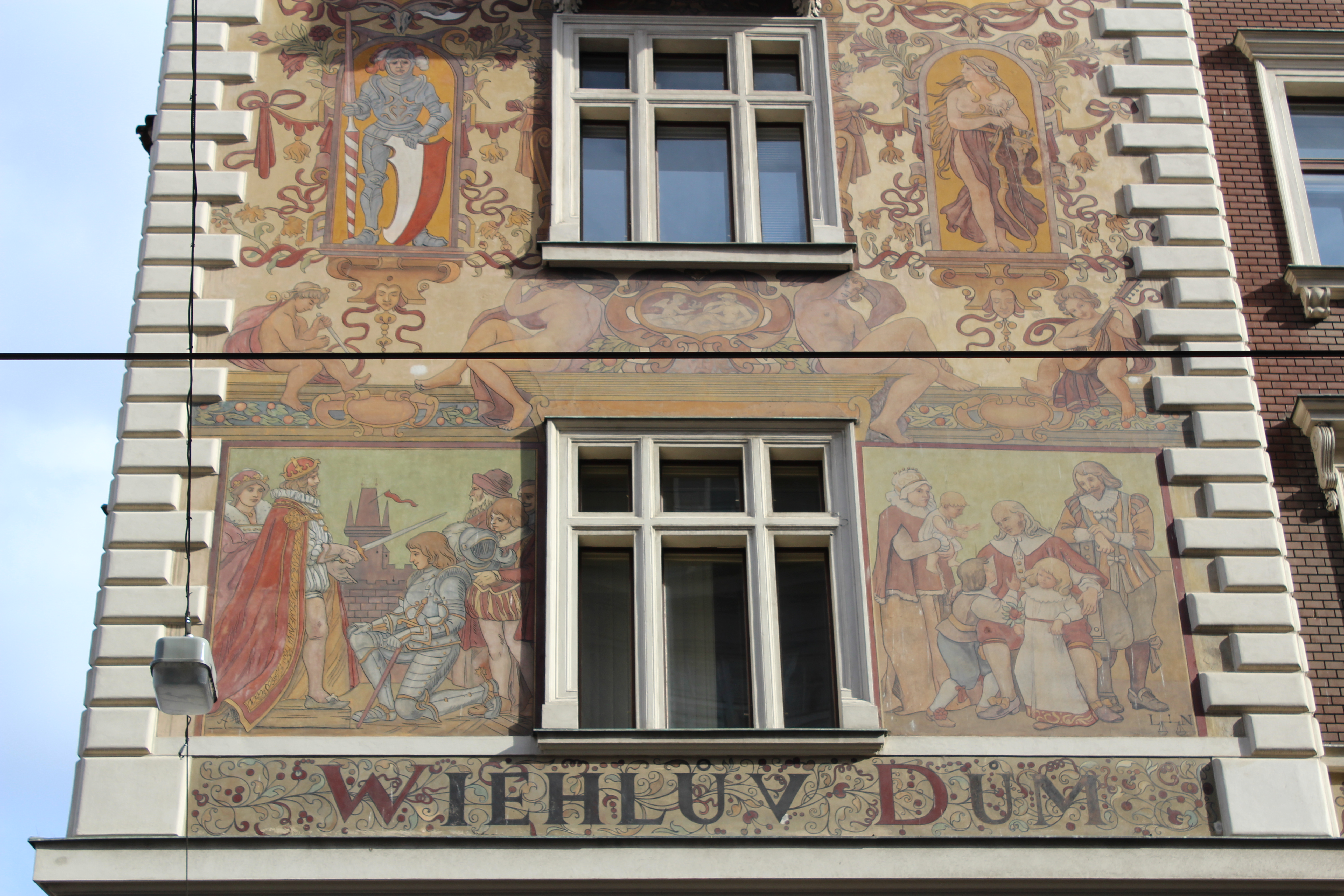
Casa Wiehl (1896), Praga, Piața Wenceslas nr. 34

Aleš este, probabil, cel mai bine cunoscut astăzi ca fiind unul dintre pictorii (celălalt fiind František Ženíšek) care au redecorat celebrul foaier al Teatrului Național din Praga. Aleš a dobândit faimă în timpul vieții mai ales pentru opera sa arhitecturală, dar picturile sale au fost lăudate în special după moartea sa. În prezent, mai multe străzi din Republica Cehă poartă numele lui Aleš. Opera lui Aleš, deși nu a fost iubită de către naziștii germani care au controlat teritoriile cehe în perioada 1938-1945, a fost utilizată pe scară largă în scopuri propagandistice de către regimul comunist de mai târziu, mai ales în anii 1950. A fost votat pe locul 89 într-un sondaj de opinie din 2005 cu privire la cei mai importanți cehi.
Descendentul cumnatului său, Otto Kail, este fostul președinte al Republicii Cehe, Václav Klaus.

## În film
- 1952 Viață de artist (Mikolás Ales), regia Václav Krska film cehoslovac cu Karel Höger în rolul titular.

## Legături externe
- Materiale media legate de Mikolas Ales la Wikimedia Commons